# Aconitum pulchellum
Aconitum pulchellum là một loài thực vật có hoa trong họ Mao lương. Loài này được Hand.-Mazz. mô tả khoa học đầu tiên năm 1925.